# Stelis mononeura
Stelis mononeura är en orkidéart som beskrevs av John Lindley. Stelis mononeura ingår i släktet Stelis och familjen orkidéer. Inga underarter finns listade i Catalogue of Life.